# Francisco Javier Blanchié
Francisco Javier Blanchié (1822-1847) fue un poeta cubano nacido y muerto en La Habana.
Quedó huérfano a los 11 años, sin más amparo que el de su abuela materna, muerta en 1840. Se educó gratuitamente en la escuela de los padres de Santo Domingo de Guzmán, pasando luego al seminario, donde cursó latinidades, filosofía y derecho hasta el grado de bachiller (1842), viéndose obligado a dejar la carrera por falta de recursos.
La desgracia le persiguió cruelmente durante su corta y azarosa existencia, muriendo al poco tiempo de ocupar un buen destino en una empresa particular que inauguraba una época de tranquilidad y bienestar para el desventurado poeta. Sus versos son reflejo de la melancolía que embargaba su alma y casi todas sus composiciones, debido a lo precario de su vida, son de carácter elegíaco.
Colaboró para ganar el sustento en varias publicaciones literarias, especialmente en la Revista de La Habana y en las Flores del siglo. Publicó un solo tomo de poesías titulado Las Margaritas (1815), en memoria de su madre, que hoy es muy solicitado entre los bibliófilos.
Sus compatriotas, que le habían olvidado en vida, le tributaron grandes honores después de muerto. Uno de sus biógrafos ha dicho que "el día en que falleció fue el único feliz de su existencia".